# Konstanty Haliszka
Konstanty Adam Haliszka (ur. 30 stycznia 1913 w Krakowie, zm. 20 października 1964 w Krakowie) – polski piłkarz, pomocnik.

## Życiorys
Był pierwszoligowym piłkarzem Garbarni Kraków. W reprezentacji Polski debiutował w rozegranym 14 października 1934 spotkaniu z Łotwą, które Polska wygrała 6:2, ostatni raz zagrał w następnym roku. Łącznie w biało-czerwonych barwach rozegrał 3 spotkania. Został pochowany na Cmentarzu Podgórskim (kwatera XVIII-6-6).

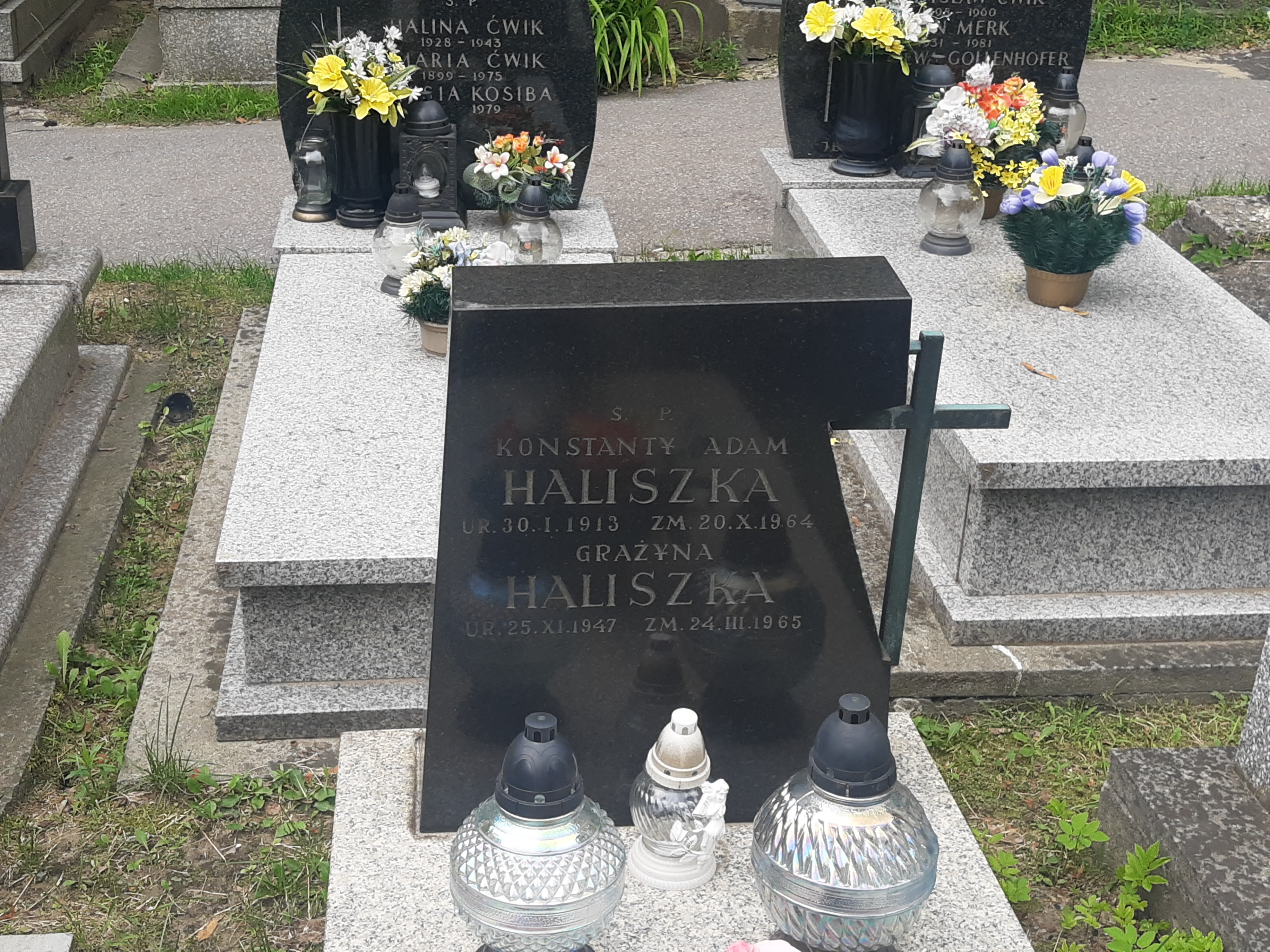
Grób Konstantego Haliszki na Cmentarzu Podgórskim